# Scorpaenodes quadrispinosus
Scorpaenodes quadrispinosus és una espècie de peix pertanyent a la família dels escorpènids.

## Descripció
- Fa 7,5 cm de llargària màxima.[5]

## Hàbitat
És un peix marí, associat als esculls de corall i de clima tropical que viu entre 0-6 m de fondària.

## Distribució geogràfica
Es troba al Pacífic occidental central: Fiji i les illes Marshall.

## Observacions
És inofensiu per als humans.